# Smile Starters
Smile Starters Dental, anteriormente Medicaid Dental Center (MDC), es una cadena de clínicas dentales en Carolina del Norte en los Estados Unidos. La cadena, cuando era MDC, gestionó clínicas de Smile Starters y Carolina Dental Center. Históricamente, los propietarios eran Letitia L. "Tish" Ballance de Charlotte, North Carolina y Michael DeRose de Pueblo, Colorado. DeRose también fue un socio de FORBA, el propietario de Small Smiles Dental Centers. En 2008 la cadena gestionó siete clínicas.
In 2003, WCNC-TV (EN) NewsChannel 36 I-Team emitió un reportaje que tiene niños y padres que acusán clínicas de MDC de proporcionar tratamiento dental innecesario. El reportaje dice que los dentistas recibieron bonos otorgado por las cantidades de trabajo dental, y que las clínicas de la cadena separaron a padres de niños y proporcionaron tratamiento dental innecesario en los niños. En 2005 el North Carolina State Board of Dental Examiners llevó a cabo una audiencia sobre las operaciones de la cadena.